# 埃朗日 (蒂永维尔)
埃朗日（法語：Elange，亦作，法語發音：[elɑ̃ʒ]；洛林法兰克语：Ielénge、Eeléngen）是法国摩泽尔省的一个旧市镇。1811年，埃朗日并入市镇韦姆朗日。1967年，埃朗日随韦姆朗日并入蒂永维尔。

## 地理
埃朗日（49°22'18.92"N, 6°6'44.82"E）位于法国大東部大區摩泽尔省，该省份为法国东北部内陆省份，是洛林的一部分，西南接默尔特-摩泽尔省，东临下莱茵省，北与卢森堡和德国接壤。
埃朗日的时区为UTC+01:00、UTC+02:00（夏令时）。

## 行政
埃朗日的邮政编码为57100。

## 人口
埃朗日于1900年时的人口数量为145人。